# Championnat de France de Formule 4 2012
Navigation
Édition précédente Édition suivante
La saison 2012 du championnat de France F4 se déroule du 28 avril au 28 octobre au sein du format GT Tour 2012 pour la majorité des épreuves. Elle est remportée par le Français Alexandre Baron, vainqueur de neuf des quatorze courses de la saison.

## Repère de début de saison
- Tous les pilotes (ou presque) sont débutants.
- Tous les meetings (excepté Pau) font partie du GT Tour.
- Le circuit de Navarre (Espagne) fait son apparition au calendrier.

## Engagés
Toutes les voitures sont des Formule Renault 1.6.
| No. | Pilote             | Manches |
| --- | ------------------ | ------- |
| 1   | Darius Oskoui      | toutes  |
| 2   | Victor Sendin      | toutes  |
| 3   | Joffrey de Narda   | toutes  |
| 4   | Florian Latorre    | toutes  |
| 5   | Laurent Pellier    | toutes  |
| 6   | Enzo Guibbert      | toutes  |
| 7   | Simon Tirman       | toutes  |
| 8   | Alexandre Baron    | toutes  |
| 9   | Marco de Peretti   | toutes  |
| 10  | Nicolas Jamin      | toutes  |
| 11  | Paul Thenot        | toutes  |
| 12  | Simon Gachet       | toutes  |
| 14  | Francisco Rueda    | toutes  |
| 15  | Francisco Abreu    | 1–4, 6  |
| 16  | Egor Orudzhev      | toutes  |
| 17  | Denis Korneev      | toutes  |
| 18  | Stanislav Safronov | 1–3     |
| 18  | Julien Poncelet    | 6       |

## Calendrier
| Manche | Manche | Date         | Meeting                    | Circuit                       | Lieu         | Pays/Région                             |
| ------ | ------ | ------------ | -------------------------- | ----------------------------- | ------------ | --------------------------------------- |
| 1      | C1     | 28 avril     | GT Tour Lédenon            | Circuit de Lédenon            | Lédenon      | Gard, Languedoc-Roussillon, France      |
| 1      | C2     | 29 avril     | GT Tour Lédenon            | Circuit de Lédenon            | Lédenon      | Gard, Languedoc-Roussillon, France      |
| 2      | C1     | 12 mai       | Grand Prix de Pau          | Circuit de Pau-Ville          | Pau          | Pyrénées-Atlantiques, Aquitaine, France |
| 2      | C2     | 13 mai       | Grand Prix de Pau          | Circuit de Pau-Ville          | Pau          | Pyrénées-Atlantiques, Aquitaine, France |
| 3      | C1     | 23 juin      | GT Tour Val-de-Vienne      | Circuit du Val de Vienne      | Le Vigeant   | Vienne, Poitou-Charentes, France        |
| 3      | C2     | 24 juin      | GT Tour Val-de-Vienne      | Circuit du Val de Vienne      | Le Vigeant   | Vienne, Poitou-Charentes, France        |
| 4      | C1     | 14 juillet   | GT Tour Magny-Cours        | Circuit de Nevers Magny-Cours | Magny-Cours  | Nièvre, Bourgogne-Franche-Comté, France |
| 4      | C2     | 15 juillet   | GT Tour Magny-Cours        | Circuit de Nevers Magny-Cours | Magny-Cours  | Nièvre, Bourgogne-Franche-Comté, France |
| 5      | C1     | 8 septembre  | GT Tour Navarra            | Circuit de Navarre            | Los Arcos    | Navarre, Espagne                        |
| 5      | C2     | 9 septembre  | GT Tour Navarra            | Circuit de Navarre            | Los Arcos    | Navarre, Espagne                        |
| 6      | C1     | 29 septembre | Fête de l'ACO              | Circuit Bugatti               | Le Mans      | Sarthe, Pays de la Loire, France        |
| 6      | C2     | 30 septembre | Fête de l'ACO              | Circuit Bugatti               | Le Mans      | Sarthe, Pays de la Loire, France        |
| 7      | C1     | 27 octobre   | Finale GT Tour Paul Ricard | Circuit Paul-Ricard           | Le Castellet | Var, Provence, France                   |
| 7      | C2     | 28 octobre   | Finale GT Tour Paul Ricard | Circuit Paul-Ricard           | Le Castellet | Var, Provence, France                   |

## Résultats
| Manche | Manche | Circuit                              | Date         | Pole Position   | Record du tour  | Vainqueur       |
| ------ | ------ | ------------------------------------ | ------------ | --------------- | --------------- | --------------- |
| 1      | C1     | Circuit de Lédenon, Lédenon          | 28 avril     | Alexandre Baron | Alexandre Baron | Victor Sendin   |
| 1      | C2     | Circuit de Lédenon, Lédenon          | 29 avril     | Alexandre Baron | Alexandre Baron | Alexandre Baron |
| 2      | C1     | Circuit de Pau-Ville, Pau            | 12 mai       | Alexandre Baron | Alexandre Baron | Alexandre Baron |
| 2      | C2     | Circuit de Pau-Ville, Pau            | 13 mai       | Alexandre Baron | Alexandre Baron | Victor Sendin   |
| 3      | C1     | Circuit du Val de Vienne, Le Vigeant | 23 juin      | Enzo Guibbert   | Simon Tirman    | Alexandre Baron |
| 3      | C2     | Circuit du Val de Vienne, Le Vigeant | 24 juin      | Alexandre Baron | Alexandre Baron | Alexandre Baron |
| 4      | C1     | Circuit de Nevers Magny-Cours        | 14 juillet   | Alexandre Baron | Simon Tirman    | Alexandre Baron |
| 4      | C2     | Circuit de Nevers Magny-Cours        | 15 juillet   | Alexandre Baron | Alexandre Baron | Alexandre Baron |
| 5      | C1     | Circuit de Navarre, Los Arcos        | 8 septembre  | Simon Tirman    | Enzo Guibbert   | Alexandre Baron |
| 5      | C2     | Circuit de Navarre, Los Arcos        | 9 septembre  | Alexandre Baron | Alexandre Baron | Alexandre Baron |
| 6      | C1     | Circuit Bugatti, Le Mans             | 29 septembre | Alexandre Baron | Egor Orudzhev   | Simon Tirman    |
| 6      | C2     | Circuit Bugatti, Le Mans             | 30 septembre | Alexandre Baron | Egor Orudzhev   | Simon Tirman    |
| 7      | C1     | Circuit Paul-Ricard, Le Castellet    | 27 octobre   | Darius Oskoui   | Darius Oskoui   | Darius Oskoui   |
| 7      | C2     | Circuit Paul-Ricard, Le Castellet    | 28 octobre   | Alexandre Baron | Alexandre Baron | Alexandre Baron |

## Classement saison 2012

### Attribution des points
| Position | 1er | 2e | 3e | 4e | 5e | 6e | 7e | 8e | 9e | 10e | PP | MT |
| Points   | 25  | 18 | 15 | 12 | 10 | 8  | 6  | 4  | 2  | 1   | 1  | 1  |

### Classement pilotes

#### Championnat de France F4
| Pos.                                   | Pilote             | LÉD  | LÉD  | PAU  | PAU  | VDV  | VDV  | MAG | MAG  | NAV | NAV | LMS  | LMS  | LEC  | LEC | Points |
| -------------------------------------- | ------------------ | ---- | ---- | ---- | ---- | ---- | ---- | --- | ---- | --- | --- | ---- | ---- | ---- | --- | ------ |
| 1                                      | Alexandre Baron    | 3    | 1    | 1    | 10   | 1    | 1    | 1   | 1    | 1   | 1   | 2    | 11   | Np.  | 1   | 278    |
| 2                                      | Simon Tirman       | 2    | 7    | 12   | 3    | 3    | 3    | 6   | 6    | 2   | 2   | 1    | 1    | 6    | 12  | 182    |
| 3                                      | Simon Gachet       | Abd. | 2    | 2    | 2    | 4    | 2    | 8   | 3    | 7   | 14  | 7    | 4    | 7    | 3   | 148    |
| 4                                      | Enzo Guibbert      | Abd. | 3    | 4    | 4    | 2    | 4    | 2   | 4    | 6   | 5   | 8    | 6    | 9    | 10  | 134    |
| 5                                      | Victor Sendin      | 1    | 4    | 9    | 1    | 14   | Abd. | 3   | 8    | 8   | 6   | 4    | 3    | Abd. | 14  | 122    |
| 6                                      | Darius Oskoui      | 5    | 8    | 6    | Abd. | 7    | Abd. | 4   | 2    | 5   | 13  | 15   | 7    | 1    | 4   | 113    |
| 7                                      | Nicolas Jamin      | 8    | 15   | 10   | 6    | 6    | 12   | 7   | 5    | 3   | 3   | 9    | Abd. | 3    | 2   | 102    |
| 8                                      | Florian Latorre    | Abd. | 5    | 5    | 5    | 8    | 7    | 9   | 9    | 11  | 9   | 5    | 5    | 8    | 5   | 80     |
| 9                                      | Joffrey de Narda   | 4    | 6    | Abd. | 8    | 13   | 6    | 13  | 7    | 14  | 4   | 12   | 14   | 2    | 6   | 76     |
| 10                                     | Egor Orudzhev      | 14   | 9    | 7    | Abd. | 5    | Abd. | 5   | 14   | 4   | 11  | 3    | 2    |      |     | 75     |
| 11                                     | Denis Korneev      | 13   | Abd. | 11   | 12   | 15   | 8    | 10  | 11   | 10  | 7   | 6    | 8    | 5    | 7   | 40     |
| 12                                     | Francisco Abreu    | 11   | 16   | 3    | Abd. | Abd. | 5    | 12  | Abd. |     |     | 13   | 10   |      |     | 26     |
| 13                                     | Fran Rueda         | 7    | 14   | 8    | 7    | 9    | 11   | 11  | 13   | 12  | 8   | 11   | 9    | Abd. | 13  | 24     |
| 14                                     | Marco de Peretti   | 9    | 12   | Abd. | 13   | 16   | 10   | 16  | 10   | 13  | 10  | 10   | Dsq. | 4    | 9   | 20     |
| 15                                     | Laurent Pellier    | 6    | 13   | Abd. | 9    | 12   | 9    | 14  | Abd. | 9   | 12  | 14   | 13   | 10   | 11  | 15     |
| 16                                     | Paul Thenot        | 12   | 11   | Abd. | Abd. | 11   | 14   | 15  | 12   | Np. | 15  | Abd. | 12   | Abd. | 8   | 4      |
| 17                                     | Stanislav Safronov | 10   | 10   | 13   | 11   | 10   | 13   |     |      |     |     |      |      |      |     | 3      |
| Pilotes invités inéligibles aux points |                    |      |      |      |      |      |      |     |      |     |     |      |      |      |     |        |
| —                                      | Julien Poncelet    |      |      |      |      |      |      |     |      |     |     | Abd. | 15   |      |     | 0      |
| —                                      | Norman Nato        |      |      |      |      |      |      |     |      |     |     |      |      | Np.  | Np. | 0      |
| Pos.                                   | Pilote             | LÉD  | LÉD  | PAU  | PAU  | VDV  | VDV  | MAG | MAG  | NAV | NAV | LMS  | LMS  | LEC  | LEC | Points |